# Parascyllium collare
Parascyllium collare is een vissensoort uit de familie van de tapijthaaien (Parascylliidae). De wetenschappelijke naam van de soort is voor het eerst geldig gepubliceerd in 1888 door Ramsay & Ogilby.